# اچ‌ام‌اس تامار (۱۷۵۸)
اچ‌ام‌اس تامار (۱۷۵۸) (به انگلیسی: HMS Tamar (1758)) یک کشتی بود. این کشتی در سال ۱۷۵۸ ساخته شد.